# Zlatko Yankov
Zlatko Yankov (en bulgare : Златко Янков) est un footballeur bulgare né le 7 juin 1966 à Bourgas.

## Palmarès
- 80 sélections et 4 buts avec l'équipe de Bulgarie entre 1990 et 2003[1].